# Танхилевич, Ольга Марковна
О́льга Ма́рковна Танхиле́вич (1900, Ростов-на-Дону — август 1963, Ленинград) — советский историк философии, деятель левой оппозиции. Специалист по немецкой классической философии и литературе. В область её исследовательских интересов входили Эпикур, Маркс, Энгельс, Спиноза и Лейбниц, а в поздние годы — кибернетика и математическая логика. Пережила три ссылки из-за связей с троцкистами.

## Биография
Родилась в 1900 году в Ростове-на-Дону в семье служащего в торговой фирме Меера Лейбовича Танхилевича. У неё было две сестры и два брата, все из которых не пережили Ольгу (её сестра Алиса Марковна Танхилевич была расстреляна в 1938 г.).
В период революции и гражданской войны Танхилевич училась в Донском университете, но так его и не закончила. Тогда же она познакомилась со своим первым мужем, Эльканом Зиновьевичем Гольденбергом (1901—1937), занимавшемся вместе с ней философией (с 1928 года заместителя председателя Госплана РСФСР, начальник строительства Камыш-Бурунского железорудного комбината). Когда в 1920 году большевики окончательно взяли Ростов, Ольга Марковна вступила в ВКП(б) и стала работать секретарём у председателя Донского совнархоза А. И. Муралова.
Вскоре она, вместе со своим мужем, отправилась в Москву и работала там в ЦК ВКП(б), сначала у Е. М. Ярославского, а затем у В. М. Молотова. Затем она поступила в Институт красной профессуры на отделение философии, где училась и занималась научной деятельностью под руководством А. М. Деборина (окончила в 1924 году).
В середине 1920-х годов развелась с первым мужем и вышла замуж за историка философии (в то время доцента ЛГПИ имени Герцена) Исаака Марковича Альтера (1892—1937), вместе с которым они участвовали в деятельности левой оппозиции в 1926—1928 годах. В 1926—1928 годах О. М. Танхилевич — общеуниверситетский доцент диалектического материализма Ленинградского университета. Из-за этого, в 1928 году, её отправили на партийные работы сначала в Луганск, затем в Харьков и, наконец, в Ленинград.
В 1928 году она была исключена из партии и вместе с мужем сослана в Сибирь (Улала, Томск). В 1930 году они с мужем вернулись из ссылки и обосновались в Москве. Ольга Марковна устроилась на работу в Музей революции. Однако уже в 1932 году, за участие в работе оппозиционной группы И. Н. Смирнова, супругов снова выслали. Ссылку они отбывали в Павлодаре и различных городах Красноярского края.
В 1936 году их ненадолго отпустили, и супруги вернулись в Ленинград. Танхилевич устроилась на работу в местное отделение Института философии АН СССР. В этот же год их снова арестовали и отправили в очередную ссылку. В 1937 году Моисея Альтера расстреляли на Колыме, а Ольга Марковна, находясь в Кочмесе, избежала расстрела благодаря беременности от историка Гдалия Марковича Мильмана (1907—1938).
В ссылке Танхилевич подружилась с немкой Зельмой Фёдоровной Руофф, с которой они сохраняли теплые дружеские отношения до конца жизни.
В 1941 году была освобождена из ссылки и вернулась в Москву к своей дочери Татьяне. Там она закончила немецкое отделение Педагогического Института, чтобы работать в школе преподавателем немецкого языка. Параллельно училась на математическом факультете МГУ.
В 1949 году была снова сослана в Казахстан, но в 1956 году реабилитирована. После освобождения занималась исследованием жизни Лейбница, которого она считала «отцом кибернетики», и Спинозы. Выступала за популяризацию кибернетики и математической логики.
Результатом ссылок и смертей близких людей стал развившейся у Танхилевич психический недуг — циклотимия. В конце концов, в 1963 году она покончила жизнь самоубийством.

## Книги
- Эпикур и эпикуреизм. — М.: Новая Москва, 1926. — 146 с.
- Маркс и Энгельс о крестьянстве. Ленинградский научно-исследовательский институт методологии марксизма. — М.—Л.: Государственное издательство, 1928. — 152 с.
- Философия «как будто бы» и как будто бы тоже философия. // Современная буржуазная философия: сборник статей. — Л.: Красная газета, 1930.

## Статьи
- Крестьянство как социально-экономическая категория (по работам Маркса и Энгельса) // Под знаменем марксизма. — 1927. — № 10—11. — С. 150—173.
- Философия Германа Когена и его критика марксизма // Под знаменем марксизма. — № 9. — М., 1930. — С. 33—56.
- Лейбницевская концепция символической науки // Научные доклады высшей школы. Философские науки. — 1961. — № 2. — С. 128—132.